# Muerte a Secuestradores
Muerte a Secuestradores (in italiano Morte ai Sequestratori) o MAS, è stato un gruppo paramilitare colombiano supportato dai cartelli della droga, società americane, politici colombiani e ricchi proprietari terrieri durante gli anni '80 per proteggere i loro interessi economici e combattere i sequestri di persona. Muerte a Secuestradores ha assassinato oppositori politici e organizzatori comunitari e ha salariato la controguerriglia di movimenti come la FARC e la M-19.

## Storia
Molti baroni della droga iniziarono ad acquistare immensi terreni, in modo tale da riciclare i loro soldi ricavati dalla vendita della droga e per ottenere uno stato sociale tra l'elite tradizionale colombiana. Entro la fine degli anni '80, la nuova classe di narcotrafficanti erano i principali proprietari terrieri in Colombia. Usarono la maggior parte di queste terre per far pascolare il bestiame o le lasciarono completamente spoglie come segno di ricchezza. Inoltre, costituirono eserciti privati per combattere i guerriglieri che cercavano di ridistribuire le loro terre ai contadini locali, di rapirli o di estorcere la tassa gramaje che era comunemente riscossa dalla elite terriera. All'epoca, molti ribelli comunisti trovarono un modo per trarre profitto dai rapimenti di membri delle famiglie dei baroni della droga. Il più famoso sequestro di persona fu quello di Martha Nieves Ochoa Vasquez, la sorella dei fratelli Ochoa, nel 1981. I baroni della droga, specialmente gli esponenti del cartello di Medellín, reagirono usando le loro tattiche di assassini contro gang rivali agli insorgenti.

### ACDEGAM
Verso la fine del 1981 e l'inizio del 1982, i membri del cartello di Medellín, dell'esercito colombiano, della corporation americana Texas Petroleum, del corpo legislativo colombiano, alcuni piccoli industriali e ricchi proprietari di ranch di bovini si incontrarono in una serie di riunioni a Puerto Boyacá e formarono un'organizzazione paramilitare conosciuta come Muerte a Secuestradores (MAS) per difendere i loro interessi economici, combattere i guerriglieri e fornire protezione alle elite locali dai sequestri ed estorsioni. Nel 1983, in Colombia si registrarono, per mano degli squadroni della morte del MAS, 240 omicidi di politici, specialmente di leader di comunità, funzionari eletti e contadini.
L'anno seguente, la Asociación Campesina de Ganaderos y Agricultores del Magdalena Medio (in italiano Associazione di proprietari di Ranch e Agricoltori del Magdalena Medio, ACDEGAM) venne creata per gestire sia la logistica che le relazioni pubbliche dell'organizzazione e inoltre fornire un fronte legale per molteplici gruppi paramilitari. ACDEGAM lavorò per promuovere politiche contro il lavoro e minacciò ogni soggetto a favore dei diritti del lavoro o dei contadini. Le minacce vennero sostenute dal MAS che attaccava o assassinata chiunque fosse sospettato di essere un "sovversivo". Inoltre, ACDEGAM costruì scuole con l'obiettivo dichiarato di creare un ambiente istruttivo "patriottico e anti-comunista", ma anche strade, ponti e cliniche. Il reclutamento paramilitare, l'immagazzinamento di armi, le comunicazioni, la propaganda e i servizi medici erano tutti gestiti dal quartiere generale dell'ACDEGAM.
Verso la fine degli anni '80, ACDEGAM e MAS avevano vissuto una significante crescita. Nel 1985, i potenti narcotrafficanti Pablo Escobar, Jorge Luis Ochoa e Gonzalo Rodríguez Gacha iniziarono a convogliare grandi quantità di denaro nell'organizzazione per pagare armi, equipaggiamento e l'addestramento. I fondi per progetti sociali vennero tagliati e furono diretti al rafforzamento del MAS. Vennero comprati fucili moderni come il Galil, HK G3, FN FAL e AKM dai militari e l'INUNDIL e attraverso vendite private finanziate dal narcotraffico. L'organizzazione aveva computer e gestiva un centro di comunicazione coordinato con l'ufficio di telecomunicazioni dello Stato. Avevano trenta piloti e un assortimento di elicotteri e aerei ad ala fissa. Vennero assunti istruttori militari statunitensi, israeliani, britannici e australiani per insegnare ai centri di addestramento dei paramilitari.

### MORENA
Verso la fine degli anni '80, il MAS aveva una presenza significativa in 8 su 32 dipartimenti colombiani – Antioquia, Boyacá, Caquetá, Córdoba, Cundinamarca, Meta, Putumayo e Santander. In questo periodo, uno degli obiettivi dichiarati dei gruppi era quello di uccidere i membri del Fronte Patriottico o qualsiasi gruppo politico che si opponesse al narcotraffico. Contemporaneamente, iniziarono a partecipare più intensamente nelle politiche locali, regionali e nazionali. Nell'agosto del 1989, il Movimiento de Restauración Nacional (in italiano Movimento di Restaurazione Nazionale, MORENA) venne formato da alcuni membri dell'ACDEGAM.

## Violenza attribuita erroneamente
Attraverso un'indagine, il governo colombiano scoprì che nel 1983 diversi omicidi vennero erroneamente attribuiti al MAS. Invece, questi 59 omicidi furono compiuti da agenti statali in servizio, tra cui poliziotti e militari.